# Ishøj
Ishøj – miasto w Danii, siedziba gminy Ishøj. 20 668 mieszkańców (2006). Miasto zajmuje powierzchnię 26 km². Ośrodek przemysłowy.